# 颱風杜鵑 (2003年)
| 太平洋颱風季             |
| 主題頁 - 專題 - 編輯指南 |

颱風杜鵑（英語：Typhoon Dujuan，國際編號：0313，聯合颱風警報中心：14W，菲律賓大氣地球物理和天文管理局：Onyok）為2003年太平洋颱風季第13個被命名的風暴。「杜鵑」一名是由中國提供，即杜鵑花。杜鵑是一個同時吹襲兩岸四地的熱帶氣旋，並為香港帶來1999年以來首個九號熱帶氣旋警告信號。

## 氣象歷史
一低壓區於2003年8月29日清晨在菲律賓馬尼拉以東約1620公里發展成一個熱帶低氣壓，初時緩慢向西南偏西移動，其後於8月30日清晨增強為熱帶風暴，命名為杜鵑，並轉向西北偏西移動，當日傍晚進一步增強為強烈熱帶風暴，並於翌日清晨增強為颱風。
杜鵑於9月1日橫過巴士海峽及台灣以南海域，轉向西移動直趨華南沿岸地區，並於9月2日晚上7時50分在廣東省惠東縣登陸，並掠過深圳及珠江口，正面吹襲港澳地區，進入廣東西部。杜鵑於翌日在珠江口西岸再度登陸，並減弱為強烈熱帶風暴，其後於早上減弱為熱帶風暴，再於中午減弱為一熱帶低氣壓，當日傍晚於廣西壯族自治區玉林市容縣黎村鎮減弱為一低壓區，並漸漸消散。

## 影響

### 台灣
當地發佈之颱風警報：海上陸上颱風警報
中央氣象局於8月31日下午12時半發布海上颱風警報，當晚8時半發布陸上颱風警報。杜鵑於9月1日掠過恆春以南海域，其後氣象局分別於下午2時半及下午5時半解除陸上及海上颱風警報。杜鵑掠過台灣南部期間造成2死3傷、1人失蹤，50多萬戶停電。杜鵑令台灣南部的海陸空交通完全癱瘓，農牧業損失約新台幣14.6億元。

### 香港
- 當地發出之最高熱帶氣旋警告信號： 九號烈風或暴風風力增強信號
- 最接近當地時間：2003年9月2日晚上9時
- 最接近當地位置：香港天文台總部以北約30公里（正面吹襲）

8月31日杜鵑仍在西北太平洋時，其外圍下沉氣流已影響華南沿岸一帶，高溫觸發強烈對流雷雨，並在晚間影響香港。杜鵑移動快速，而且相當強大，路徑對香港構成嚴重威脅，因此香港天文台於杜鵑進入南海時，在9月1日晚上10時15分發出一號戒備信號，當時杜鵑位於香港之東南偏東約770公里。天文台隨即表示會在翌日發出三號信號。
由於杜鵑從東向西接近香港，香港風勢增強得較慢，但香港天文台預料杜鵑會正面吹襲香港，因此在9月2日的熱帶氣旋警報中，史無前例地在三號信號仍未發出前，就表示當日下午早段時間可能發出八號信號。天文台在上午10時40分發出三號強風信號，當時杜鵑位於香港以東約330公里。由於天文台在發出三號信號前，已經表示下午初段可能發出八號信號，因此當時的教育統籌局罕有地在三號信號發出後便立即宣佈全港停課。隨著杜鵑逼近，天文台於下午12時20分發出「熱帶氣旋之特別報告」，宣佈預計在下午2時20分或之前發出八號熱帶氣旋警告信號，並於下午2時20分發出八號西北烈風或暴風信號，當時杜鵑集結在香港以東約230公里。在八號信號發出後，香港各區風速急劇上升，天氣快速轉壞，在接近黃昏時已增強至烈風程度，天文台表示稍後有可能需要發出更高熱帶氣旋警告信號。
杜鵑於晚間開始正面吹襲香港，境內各區風勢進一步加強，多處地區刮起暴風。天文台在晚上8時10分發出九號烈風或暴風風力增強信號，當時杜鵑位於天文台總部之東北偏東約70公里。晚上初段香港吹西北烈風，漸轉轉吹西南烈風至暴風。是次為天文台自1999年颱風約克掠過香港後，4年以來及21世紀首次發出九號信號，及首個「發出」而非「懸掛」的九號信號。天文台曾考慮發出十號颶風信號，但杜鵑登陸前的一段短暫偏西北路徑令杜鵑沒進入香港境內，加上杜鵑的危險半圓主要集中在深圳一帶，香港則處於它的可航半圓內，香港大部份地區未受颶風威脅（除流浮山曾短暫吹颶風）而未有發出十號信號。杜鵑於當晚9時左右最接近香港，在天文台總部以北約30公里的深圳河上空掠過，其中心密集雲團覆蓋全港。香港廣泛地區受杜鵑中心環流影響，特別是在新界北部，風力於短短一小時內，由烈風程度顯著增強至暴風程度，流浮山更短暫吹颶風。在杜鵑的影響下，香港部份地區（香港天文台總部、橫瀾島、流浮山、打鼓嶺）由9月2日晚上8時至10時錄得的最低瞬時平均海平面氣壓為976.9百帕斯卡。與杜鵑相關的雨帶為香港帶來狂風大雨及雷暴，天文台在9月2日晚上9時05分發出黃色暴雨警告信號，於翌日凌晨5時正取消，期間香港大部份地區均錄得超過50毫米的雨量，大嶼山的雨量更超過90毫米。
杜鵑移往香港西面後，香港大部份地區轉吹南至西南烈風，九號信號維持2小時，香港天文台於晚上10時10分改發八號西南烈風或暴風信號，當時杜鵑集結在香港天文台總部之西北約35公里。由於杜鵑迅速減弱和遠離，香港風力急速下降。香港天文台於9月3日凌晨1時半改發三號強風信號，當時杜鵑集結在香港以西約140公里；隨後更在不足2小時內，於凌晨3時20分取消所有熱帶氣旋警告信號。不過香港在日出時份，風力普遍回升至強風程度，長洲等香港西南部地區更於早上再次錄得烈風，顯示天文台取消信號時間過早；而天文台亦沒有發出強烈季候風信號，只於「本港地區天氣預報」表示離岸及高地間中吹烈風。
在杜鵑吹襲下，一艘載有4名內地船員的蝦艇於西貢對出海面失蹤。全港多個地區共有85宗塌樹及數宗高空墮物報告，共22人受傷。元朗多處地區停電，約300戶居民受影響。香港國際機場有221班航機取消及139班航機延誤。

### 澳門
- 當地懸掛之最高熱帶氣旋信號：  八號西北風球 /   八號西南風球
- 最接近當地時間：2003年9月3日午夜12時
- 最接近當地位置：澳門氣象局總部以北約80公里

8月27日下午2時，在菲律賓以東的太平洋海上（北緯19.0度、東經140.2度），有壹熱帶低氣壓逐漸形成，並以時速約19公里向西移動三日後，於30日凌晨2時，在北緯16.2度、東經134.6度，增強為熱帶風暴，並獲命名「杜鵑」，編號0313，其中心氣壓為998百帕斯卡，接近中心最高風速為每小時65公里；初時仍然向西行，稍作停頓後於30日下午開始轉向西北推進，趨向呂宋海峽。 12小時後，於30日下午2時，在北緯16.5度、東經134.1度，增強為強烈熱帶風暴，其中心氣壓降至985百帕斯卡，接近中心最高風速達每小時92公里；以時速約22公里，逐漸逼近台灣。 又12小時後，於31日凌晨2時，在北緯18.5度、東經132.2度的太平洋上，增強為颱風，其中心氣壓低至970百帕斯卡，接近中心最高風速加強至每小時121公里。 「杜鵑」於9月1日晚間在台灣以南的巴士海峽經過後，於翌日(2日)凌晨開始進入中國南海，並以時速約30公里向西移動，趨向珠江口沿岸地區。 約於2日晚上9時，在廣東省大亞灣附近沿岸首次登陸後，繼續向西或西北偏西移動，在香港以北掠過；接著，在澳門與廣州之間的珠江口西岸再次登陸。 於3日午夜12時，集結在澳門氣象局總部以北約80公里時減弱為強烈熱帶風暴，並最接近澳門。 「杜鵑」於同日(3日) 凌晨4時在澳門之西北偏西約140公里的地方迅速減弱為熱帶風暴；稍後，於早上8時在廣東省境內減弱為熱帶低氣壓；再於12小時後在陸地上減弱消亡。
在杜鵑來襲前夕，澳門教育暨青年局在9月3日首次引用澳門社會文化司司長有關批示，在沒有暴雨信號或颱風信號情況下，宣布全澳中、小學及幼兒園停課一天。原因是當氣象部門告知大雨將持續或加劇時)，因而教青局宣布上午停課，就有關宣布，有家長表示理解，不過，當教青局在中午12時前再宣布下午停課時，家長卻質疑停課標準，因為下午天氣正常，無風無雨。蘇朝輝被問及停課安排時表示，是因應天氣情況而決定停課一天，完全是考慮學生的安全。而在考慮宣布停課前，已和氣象局方面取得密切聯繫，預測當日天氣會十分不穩定，將出現狂風暴雨情況。
氣象局懸掛八號風球期間，一名居於氹仔的孕婦作動，民防當局例外開放友誼大橋供救護車駛過。

#### 雨量
| 站名稱         | 懸掛颱風信號期間之總雨量(毫米) |
| -------------- | ------------------------------ |
| 大潭山站(氹仔) | 57.4                           |
| 友誼大橋       |                                |
| 嘉樂庇總督大橋 |                                |
| 九澳           | 58.4                           |

### 中國大陸

#### 深圳
當地發佈之最高颱風預警信號： 颱風紅色預警信號
杜鵑吹襲廣東省期間，共造成40人死亡，接近1,000人受傷，它自東向西橫掃深圳市，中心風力達12級並伴有暴雨。此次為深圳自1979年來最嚴重的台風襲擊，帶來嚴重破壞，深圳逾九成地區停電，造成20死98傷、2人失蹤，直接經濟損失接近23億人民幣。

## 熱帶氣旋信號使用記錄

### 台灣
| 交通部中央氣象局 颱風警報 | 交通部中央氣象局 颱風警報 | 交通部中央氣象局 颱風警報 |
| ------------------------- | ------------------------- | ------------------------- |
| 上一熱帶氣旋              | 海上颱風警報              | 下一熱帶氣旋              |
| 中度颱風科羅旺            | 海上颱風警報              | 輕度颱風米勒              |
| 輕度颱風梵高              | 陸上颱風警報              | 輕度颱風米勒              |

### 香港
| 香港天文台 熱帶氣旋警告信號 | 香港天文台 熱帶氣旋警告信號 | 香港天文台 熱帶氣旋警告信號 |
| --------------------------- | --------------------------- | --------------------------- |
| 上一熱帶氣旋                | 一號戒備信號                | 下一熱帶氣旋                |
| 颱風科羅旺                  | 一號戒備信號                | 颱風康森                    |
| 颱風科羅旺                  | 三號強風信號                | 熱帶風暴圓規                |
| 颱風尤特                    | 八號西北烈風或暴風信號      | 熱帶風暴圓規                |
| 颱風尤特                    | 八號西南烈風或暴風信號      | 熱帶風暴圓規                |
| 超強颱風伊布都              | 八號烈風或暴風信號          | 熱帶風暴圓規                |
| 颱風約克                    | 九號烈風或暴風風力增強信號  | 颱風鸚鵡                    |

### 澳門
| 地球物理暨氣象局 熱帶氣旋信號 | 地球物理暨氣象局 熱帶氣旋信號 | 地球物理暨氣象局 熱帶氣旋信號 |
| ----------------------------- | ----------------------------- | ----------------------------- |
| 上一熱帶氣旋                  | 一號風球                      | 下一熱帶氣旋                  |
| 颱風科羅旺                    | 一號風球                      | 熱帶風暴圓規                  |
| 颱風科羅旺                    | 三號風球                      | 熱帶風暴圓規                  |
| 颱風尤特                      | 八號西北風球                  | 颱風鸚鵡                      |
| 颱風尤特                      | 八號西南風球                  | 颱風鸚鵡                      |
| 颱風伊布都                    | 八號風球                      | 颱風派比安                    |

## 外部連結
- （日語）http://www.jma.go.jp/ （页面存档备份，存于） 日本氣象廳首頁
- （英文）http://www.usno.navy.mil/JTWC/ （页面存档备份，存于） 聯合颱風警報中心首頁
- （简体中文）https://web.archive.org/web/20120928121548/http://www.nmc.gov.cn/ 中央氣象台首頁
- （繁體中文）http://www.cwb.gov.tw/ （页面存档备份，存于） 中央氣象局首頁
- （繁體中文）http://www.hko.gov.hk/ （页面存档备份，存于） 香港天文台首頁
- （繁體中文）http://www.smg.gov.mo/ （页面存档备份，存于） 澳門地球物理暨氣象局首頁